# Christoph Bayer

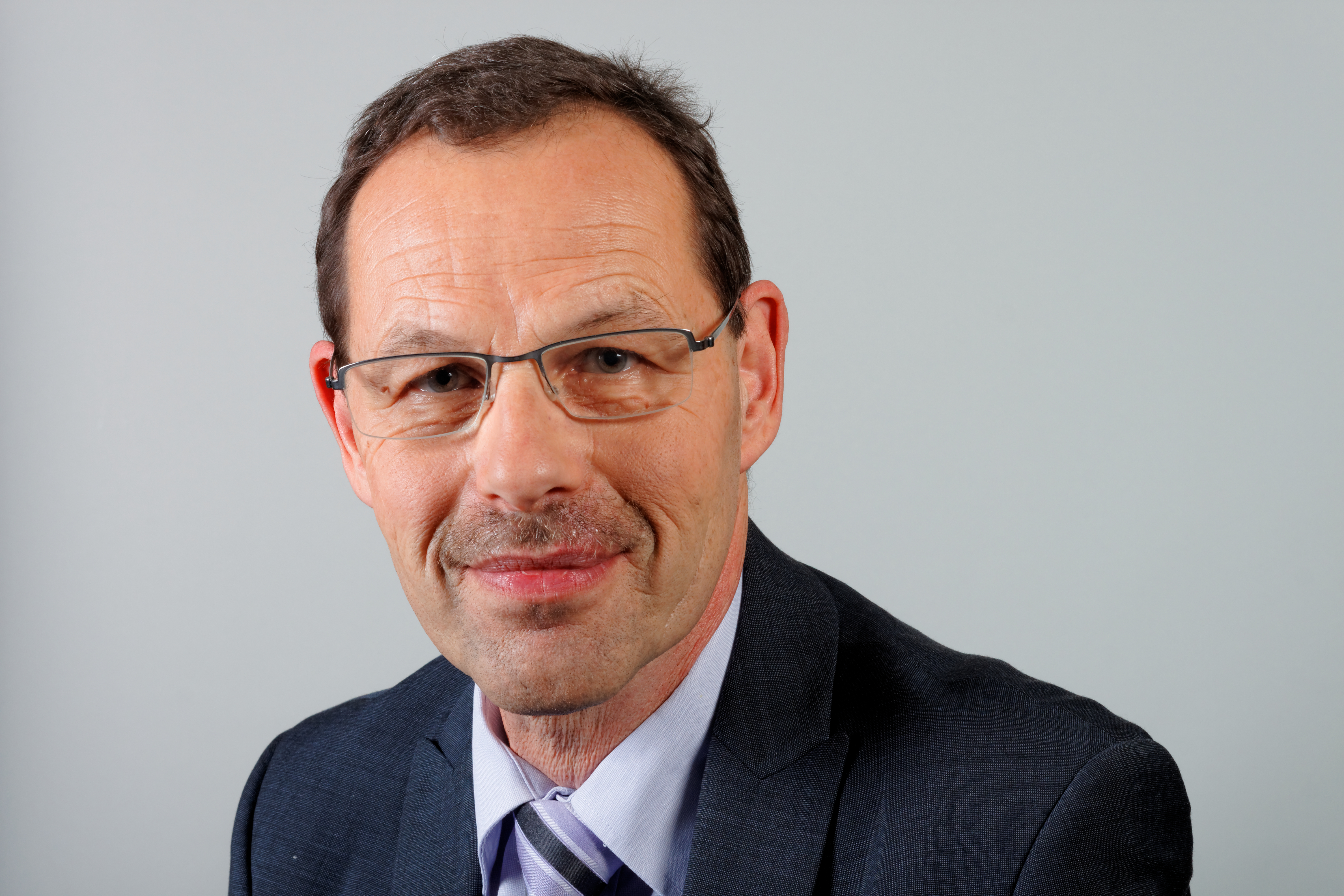
Christoph Bayer 2013

Christoph Bayer (* 6. November 1948 in Freiburg im Breisgau) ist ein deutscher Politiker der SPD und war von 2001 bis 2016 Mitglied des Landtages von Baden-Württemberg.

## Ausbildung und Beruf
Nach dem Abitur am Friedrich-Gymnasium Freiburg und einem abgebrochenen Studium der katholischen Theologie, studierte er Sozialarbeit an der Katholischen Fachhochschule Freiburg (Diplom) und Erziehungswissenschaft  an der Pädagogischen Hochschule Freiburg (Diplom). Außerdem hat er berufsbegleitend eine Ausbildung als Systemischer Familientherapeut absolviert (Wnuck-Gette).
Von 1974 bis 1983 war er in der Jugendbegegnungsstätte Freiburg für Kinder- und Familienarbeit sowie Stadtentwicklung zuständig; danach von 1983 bis 1987 in der Freiburger Außenstelle der Landeszentrale für politische Bildung für Veranstaltungen. Von 1987 bis 1991 baute er für den Internationalen Bund für Sozialarbeit das ÖKO MOBIL Südbaden auf, wobei er vor allem für Konzeption und Durchführung von Kursen für bildungsschwache Jugendliche verantwortlich war. Von 1991 bis zu seiner Wahl in den Landtag von Baden-Württemberg 2001 war er beim Landratsamt Breisgau-Hochschwarzwald zuständig für Jugendpflege und -hilfeplanung.
Nebenberuflich war er bei der katholischen und der evangelischen Fachhochschule für Sozialwesen in Freiburg viele Jahre als Lehrbeauftragter tätig. Ebenso an der Naturschule Freiburg (Schwerpunkt: Gruppenpädagogik).
Neben der Parteipolitik ist er Gründungsmitglied des Trinationalen Atomschutzverbandes TRAS und kirchlich engagiert.

## Politische Tätigkeit
Seit dem 17. April 2001 war er Mitglied des Landtags von Baden-Württemberg für den Wahlkreis 48 (Breisgau). Er war während der 13. Wahlperiode Mitglied der Enquetekommission Demografischer Wandel – Herausforderungen an die Landespolitik, in der 15. Wahlperiode im Ausschuss für Kultus, Jugend und Sport sowie im Ausschuss für Integration. Zudem war er bis 2012 bildungspolitischer Sprecher der SPD-Landtagsfraktion. Zur Landtagswahl 2016 trat er nicht mehr an.

## Familie und Privates
Christoph Bayer ist römisch-katholisch. Er hat drei Söhne und ist in zweiter Ehe verheiratet.